# Amanita verna
La tignosa di primavera (Amanita verna (Bull.) Lam., 1783) è un fungo mortale primaverile appartenente alla famiglia delle Amanitaceae che causa ogni anno un numero non indifferente di avvelenamenti in quanto sistematicamente confuso con il comune "prataiolo". È una delle quattro amanite mortali presenti in Italia (le altre sono la phalloides, la virosa e la porrinensis, quest'ultima molto rara).

Infatti i raccoglitori più inesperti spesso hanno la cattiva abitudine di raccogliere i funghi recidendo il gambo: così facendo non si accorgono della volva, che in questa specie è completamente "interrata" e quindi non visibile, nonostante sia piuttosto grossa e vistosa (vedi foto); vedendola gli stessi si renderebbero conto che non si tratta di un innocuo e prelibato fungo del genere Agaricus, da cui è distinguibile anche per le lamelle di colore bianco e non rosa o bruno violacee.

Per molto tempo è stata considerata una semplice variante decolorata di Amanita phalloides mentre vi sono invece vari caratteri che la distinguono dall'A. phalloides var. alba.

## Etimologia
Dal latino vernus, primaverile, per via della stagione in cui fa la sua comparsa.

## Descrizione della specie

### Cappello
Emisferico, poi piano, glabro, viscoso a tempo umido, bianco o lievemente ocraceo al centro, con margine sottile e non striato, con diametro tra i 3 e gli 8 cm.

### Lamelle
Fitte, intercalate da numerose lamellule, non annesse al gambo, bianche.

### Gambo
4-10 × 0,6-1,5 cm di diametro, alto, cilindrico, leggermente ingrossato alla base, farinoso dall'anello al piede, prima pieno, poi farcito e da adulto cavo, bianco.

### Anello
Situato molto in alto, quasi sotto l'inserzione delle lamelle, di colore bianco, poco resistente.

### Volva
Globosa, bianca, molto grossa in rapporto alla dimensione del fungo da giovane, spesso completamente interrata, libera, membranosa e lobata.

### Carne
Tenera, bianca ed immutabile.
- Odore: mite, ma disgustoso negli esemplari vecchi.
- Sapore: un po' acre.[3]

Si sconsiglia vivamente l'assaggio per la specie in questione, al fine di evitare accidentali ingestioni di frammenti di fungo.

### Microscopia
Spore
Bianche in massa, sferoidali e amiloidi, 7-8 × 9-10 µm.

## Distribuzione e habitat
In boschi di latifoglie, soprattutto nei terreni calcarei; fa la sua comparsa all'inizio della primavera e cresce fino all'autunno. Poco diffusa.

## Commestibilità
Mortale.
Uno dei funghi più pericolosi che esistano in quanto facilmente confondibile con prataioli commestibili.
Contiene l'amanitina, un ciclo-peptide avente struttura molecolare piuttosto complessa, in grado di arrestare la sintesi proteica tramite l'inibizione dell'enzima RNA-polimerasi e di provocare la sindrome falloidea;  l'amanitina è presente anche nell'Amanita phalloides e nell'Amanita virosa.
I primi sintomi vengono avvertiti come in caso di avvelenamento da Amanita phalloides, nelle 12 / 24 ore dopo l'ingestione del fungo (con nausea, vomito e forti dolori allo stomaco), per questo motivo è molto spesso letale. La morte sopraggiunge solitamente per gravi danni al fegato e, in caso di sopravvivenza, è necessario procedere ad un trapianto dell'organo in seguito alla necrosi delle cellule epatiche.

## Tassonomia

### Sinonimi e binomi obsoleti
- Agaricus bulbosus f. vernus Bull. 1780
- Agaricus vernus Bull., Herbier de la France 3: tab. 108 (1783) [1782-83]
- Amanita virosa Secr., (1833)
- Amanitina verna (Bull.) E.-J. Gilbert, Iconographia Mycologica 27(Suppl. 1): 78 (1941)
- Venenarius vernus (Bull.) Murrill, Lloydia 11: 104 (1948)[5]

### Specie simili
La presenza della volva, mancante in alcuni suoi simili di colore bianco (alcuni funghi dei generi Agaricus e Leucoagaricus), è il carattere più sicuro per evitare sbagli fatali.
- Amanita virosa ed Amanita phalloides var. alba, anch'esse velenose mortali.
- Agaricus sylvicola, ottimo commestibile (manca la volva).
- Agaricus xanthodermus tossico (manca la volva).
- Leucoagaricus leucothites, commestibile.[3]